# 胡尚基
49°38′14″N 25°58′33″E / 49.63722°N 25.97583°E
胡尚基（羅馬化：Hushchanky）是烏克蘭的村落，位於該國西部捷爾諾波爾州，由捷尔诺波尔区負責管轄，始建於1540年，面積1.06平方公里，2001年人口143，人口密度每平方公里134.4人。